# غابي جابريسكي
فرانسيس ستانلي " جابي " جابريسكي (من مواليد فرانسيسزيك ستانيسواف جابريسيفسكي ؛ ولد 28 جانفي 1919في مدينة اول سيتي وتوفي 31 جانفي 2002 كان طيارًا أمريكيًا محترفًا في القوات الجوية للولايات المتحدة وتقاعد برتبة عقيد بعد 26 عامًا من الخدمة العسكرية. لقد كان من أفضل مقاتلي القوات الجوية الأمريكية والجيش الأمريكي فوق أوروبا خلال الحرب العالمية الثانية و كان مقاتل نفاثة مع القوات الجوية في الحرب الكورية .

### ملحوظات
1. 1 2  TracesOfWar | Francis Stanley "Gabby" Gabreski، QID:Q98839586